# Simon de Brassano
Simon de Brassano, ou Simone da Borsano, le cardinal de Milan, est un cardinal italien né à Milan en Lombardie en 1310 et décédé le 27 août 1381 à Nice.

## Repères biographiques
Simon de Brassano étudie à l'université de Pérouse. Il est archidiacre au chapitre de Bologne et professeur à l'université de Padoue et à l'université de Bologne. En 1371, il est élu archevêque de Milan, mais n'y réside jamais. Il obtient la prévôté de Liège en 1375.
De Brassano, est créé cardinal par le pape Grégoire XI lors du consistoire du 20 décembre 1375. Le cardinal de Brassano participe aux deux conclaves de 1378, lors desquels sont élus Urbain VI et l'antipape Clément VII (sans voter). Avec le cardinal Giacomo Orsini, il se réfugie à Aversa et après le conclave tous deux partent pour Nice en 1380.